# Női 1 méteres műugrás a 2013-as nyári universiadén
A 2013-as nyári universiadén a műugrás női 1 méteres versenyszámát július 5. és 7. között rendezték meg a Vízisportok Palotájában (Aquatics Palace).

## Versenynaptár
Az időpontok helyi idő szerint, zárójelben magyar idő szerint olvashatóak.
| Dátum                     | Időpont       | Forduló            |
| ------------------------- | ------------- | ------------------ |
| 2013. július 5., péntek   | 11:00 (09:00) | Selejtező          |
| 2013. július 5., péntek   | 13:00 (11:00) | A csoport elődöntő |
| 2013. július 5., péntek   | 13:35 (11:35) | B csoport elődöntő |
| 2013. július 7., vasárnap | 12:55 (10:55) | Döntő              |

## Eredmény
| #   | Név                        | Ország                          | Selejtező | Selejtező | Elődöntő | Elődöntő | Döntő   | Döntő  |
| #   | Név                        | Ország                          | Rangsor   | Pontok    | Rangsor  | Pontok   | Rangsor | Pontok |
| --- | -------------------------- | ------------------------------- | --------- | --------- | -------- | -------- | ------- | ------ |
|     | Samantha Mills             | Ausztrália (AUS)                | 245,85    | 9         | 256,35   | 3 (A)    | 281,40  | 1      |
|     | Csia Tung-csin             | Kína (CHN)                      | 256,55    | 4         | 271,55   | 1 (A)    | 277,75  | 2      |
|     | Vang Li-ting               | Kína (CHN)                      | 297,45    | 1         |          |          | 271,45  | 3      |
| 4   | Paola Milagros Espinosa    | Mexikó (MEX)                    | 268,80    | 3         | 257,70   | 1 (B)    | 267,70  | 4      |
| 5   | Samantha Pickens           | Amerikai Egyesült Államok (USA) | 249,85    | 6         | 267,15   | 2 (A)    | 263,90  | 5      |
| 6   | Fan Esther Qin             | Ausztrália (AUS)                | 249,90    | 5         | 257,60   | 2 (B)    | 251,10  | 6      |
| 7   | Choi Sut Ian               | Makaó (MAC)                     | 233,35    | 14        | 242,45   | 3 (B)    | 246,80  | 7      |
| 8   | Szvetlana Filippova        | Oroszország (RUS)               | 270,95    | 2         |          |          | 235,30  | 8      |
|     |                            |                                 |           |           |          |          |         |        |
| 9   | Arantxa Chávez             | Mexikó (MEX)                    | 234,35    | 13        | 251,20   | 4 (A)    |         |        |
| 10  | Meghan Houston             | Amerikai Egyesült Államok (USA) | 248,30    | 7         | 233,95   | 4 (B)    |         |        |
| 11  | Kim Nami                   | Dél-Korea (KOR)                 | 235,60    | 12        | 224,80   | 5 (B)    |         |        |
| 12  | Fanny Bouvet               | Franciaország (FRA)             | 227,05    | 15        | 217,60   | 5 (A)    |         |        |
|     |                            |                                 |           |           |          |          |         |        |
| 13  | Loren Figueroa             | Amerikai Egyesült Államok (USA) | 247,20    | 8         |          |          |         |        |
| 14  | Cseng Suang-hszüe          | Kína (CHN)                      | 245,85    | 9         |          |          |         |        |
| 15  | Hannah Thek                | Ausztrália (AUS)                | 238,90    | 11        |          |          |         |        |
| 16  | Iira Laatunen              | Finnország (FIN)                | 223,35    | 16        |          |          |         |        |
| 17  | Taina Karvonen             | Finnország (FIN)                | 220,25    | 17        |          |          |         |        |
| 18  | Jasmine Lai Pui Yee        | Malajzia (MAS)                  | 214,30    | 18        |          |          |         |        |
| 19  | Jennifer Benitez Benitez   | Spanyolország (ESP)             | 210,55    | 19        |          |          |         |        |
| 20  | Cassidy Kahn               | Izrael (ISR)                    | 201,95    | 20        |          |          |         |        |
| 21  | Patrycja Pyrżak            | Lengyelország (POL)             | 176,50    | 21        |          |          |         |        |
| 22  | Ann-Cathrin Løland         | Norvégia (NOR)                  | 170,75    | 22        |          |          |         |        |
| 23  | Madara Komarovska          | Lettország (LAT)                | 101,00    | 23        |          |          |         |        |
| DNS | Marisa Daniela Diaz Prieto | Mexikó (MEX)                    |           |           |          |          |         |        |

____________
DNS = diszkvalifikálva